# Spermophora usambara
Spermophora usambara är en spindelart som beskrevs av Huber 2003. Spermophora usambara ingår i släktet Spermophora och familjen dallerspindlar.
Artens utbredningsområde är Tanzania. Inga underarter finns listade i Catalogue of Life.